# Clinton (Iowa)
Clinton és una població dels Estats Units a l'estat d'Iowa. Segons el cens del 2000 tenia 26.407 habitants.

## Demografia
Segons el cens del 2000, Clinton tenia 27.772 habitants, 11.427 habitatges, i 7.358 famílies. La densitat de població era de 301,5 habitants per km².
Dels 11.427 habitatges en un 30,1% hi vivien nens de menys de 18 anys, en un 48,9% hi vivien parelles casades, en un 11,7% dones solteres, i en un 35,6% no eren unitats familiars. En el 30,2% dels habitatges hi vivien persones soles el 13% de les quals corresponia a persones de 65 anys o més que vivien soles. El nombre mitjà de persones vivint en cada habitatge era de 2,36 i el nombre mitjà de persones que vivien en cada família era de 2,93.
Per edats la població es repartia de la següent manera: un 24,6% tenia menys de 18 anys, un 9,1% entre 18 i 24, un 26,8% entre 25 i 44, un 22,5% de 45 a 60 i un 17% 65 anys o més.
L'edat mediana era de 38 anys. Per cada 100 dones de 18 o més anys hi havia 88,1 homes.
La renda mediana per habitatge era de 34.159 $ i la renda mediana per família de 43.157 $. Els homes tenien una renda mediana de 34.210 $ mentre que les dones 20.882 $. La renda per capita de la població era de 17.320 $. Entorn del 10% de les famílies i el 12,5% de la població estaven per davall del llindar de pobresa.

## Poblacions més properes
El següent diagrama mostra les poblacions més properes.